# دیستیلرز
دیستیلرز (انگلیسی: Distillers) شرکت صنایع غذایی بریتانیایی است، که در سال ۱۸۷۷ تأسیس شد.